# USS Portland (CA-33)
O USS Portland foi um cruzador pesado operado pela Marinha dos Estados Unidos e a primeira embarcação da Classe Portland, seguido pelo USS Indianapolis. Sua construção começou em meados de fevereiro de 1930 nos estaleiros da Bethlehem Shipbuilding em Quincy, em Massachusetts, e foi lançado ao mar no final de maio de 1932, sendo comissionado na frota norte-americana em fevereiro do ano seguinte. Era armado com uma bateria principal composta por nove canhões de 203 milímetros montados em três torres de artilharia triplas, tinha um deslocamento carregado de mais de doze mil toneladas e alcançava uma velocidade máxima de 32,5 nós (60,2 quilômetros por hora).
O Portland teve um início de carreira tranquilo e sem grandes incidentes, ocupando-se a maior parte de seu tempo de treinamentos e exercícios de rotina com o resto da frota. Os Estados Unidos entraram na Segunda Guerra Mundial no final de 1941 e o navio atuou na Guerra do Pacífico, sendo encarregado da escolta de porta-aviões. Nesta função lutou em 1942 nas Batalhas do Mar de Coral e Midway e em seguida em operações na Campanha de Guadalcanal, incluindo as Batalhas das Salomão Orientais, Ilhas Santa Cruz e Naval de Guadalcanal. Ele foi torpedeado por um contratorpedeiro japonês nesta última e seriamente danificado, ficando durante seis meses fora de ação em reparos.
Ao voltar ao serviço o Portland foi enviado para a Campanha das Ilhas Aleutas, ajudando na retomada de Kiska. Depois disso envolveu-se em operações de escolta de porta-aviões e bombardeios litorâneos durante as Ilhas Gilbert e Marshall, Nova Guiné, Ilhas Marianas e Palau, Filipinas e Ilhas Vulcano e Ryūkyū, incluindo as Batalhas de Tarawa, Peleliu, Golfo de Leyte e Okinawa. A guerra terminou em agosto de 1945 e o cruzador sediou a cerimônia de rendição das forças japonesas nas Ilhas Carolinas. Depois disso foi para o Oceano Atlântico e transportou tropas norte-americanas da Europa de volta para casa. O Portland foi descomissionado em julho de 1946 e depois desmontado em 1959.